# Harlan (cràter)
Harlan és un cràter d'impacte situat a prop de l'extremitat sud-oriental de la Lluna. Es troba just al nord-est del cràter Marinus. Al nord-est es troba la plana murada inundada del cràter Abel, i al sud-est apareix la Mare Australe.
Aquest cràter té una vora exterior desgastada, amb un cràter unit a la vora en el seu costat nord-est i una vora meridional irregular. La paret interna s'ha desplomat per formar una sèrie de terrasses al llarg de la banda nord-oest. El sòl interior ha ressorgit pel flux de lava basàltica, produint una superfície anivellada, gairebé sense trets distintius i amb una albedo inferior a la del seu entorn.
Harlan va ser designat prèviament com Marinus D abans de rebre el seu nom actual de la UAI.